# Nördenskiöldite
La nördenskiöldite (o diboruro di calcio e stagno, o boruro di calcio e stagno (II)) è un minerale di boro di alta temperatura con formula bruta CaSn(BO3)2.
Molto diffuso in natura, nelle pegmatiti o in formazioni termometamorfiche di contatto.
Viene spesso rinvenuto in vari giacimenti stanniferi, specie in quello di Arandis in Africa sudoccidentale, ma soprattutto entro le pegmatiti norvegesi, e quindi è una roccia intrusiva e magmatica proprio come le pegmatiti e spesso viene rinvenuta associata alla kotoite.
È considerato anche un minerale di secondaria importanza nell'estrazione del boro a livello industriale.
Un piccolo giacimento in Italia è situato nella zona del Larderello, ma non è possibile sfruttarlo industrialmente, a causa del fatto che questo minerale è distribuito sulla zona in modo omogeneo, e quindi poco concentrato e difficile da distinguere, poiché a causa del suo aspetto viene spesso confuso con la sabbia.